# Xu Wei

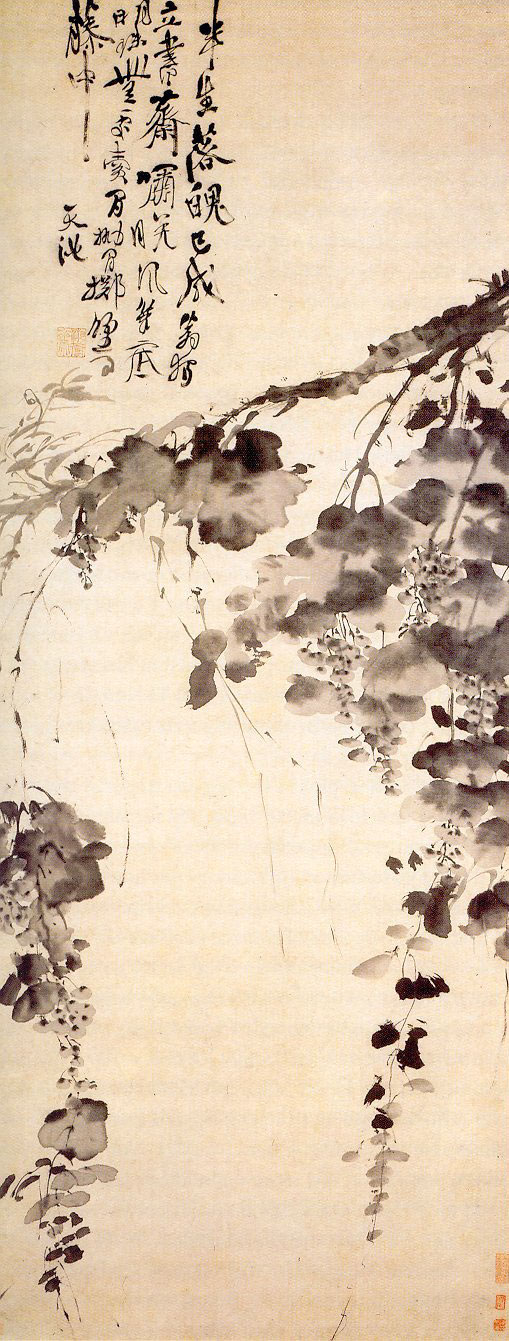

Xu Wei, ou também 徐渭 (Shaoxing 1521 - 1593), foi um pintor quinhentista chinês. Para além de pintor, Xu Wei foi também dramaturgo,tendo escrito diversas peças de teatro.O artista nasceu no distrito de Shanying.Quando era jovem, ele era político e a vida estava cheia de frustrações. Desistiu da vida política aos 53 anos e dedicou-se às criações artísticas.